# Jesús Sánchez Adalid
Jesus Sanchez Adalid (ur. lipiec 1962 w Don Benito w Hiszpanii) – hiszpański ksiądz katolicki, filozof, autor książek o tematyce historycznej.

## Życiorys
Dzieciństwo spędził Villanueva de la Serena. Ukończył studia prawnicze na Uniwersytecie Extremadura oraz studia doktoranckie na Uniwersytecie Alcala w Madrycie jak również studia nad prawem kanonicznym na Katolickim Uniwersytecie w Salamance. Studiował także filozofię i teologię.

## Twórczość
Niezwykle barwne charaktery bohaterów i ich pełne duchowych przeżyć podróże sprawiają, że utwory Adalida cieszą się dużym powodzeniem wśród czytelników i zostały przetłumaczone na kilka języków.
Jego powieści La Luz del Oriente, El Mozarabe, Felix de Lusitania, La Tierra sin mal, El cautivo i La sublime puerta zostały entuzjastycznie przyjęte zarówno przez krytyków, jak i publiczność.
W 2007 r. powieść El alma de la ciudad zdobyła hiszpańską nagrodę im. Fernando Lara.
W styczniu 2010 r. nakładem Wydawnictwa Bellona ukazała się pierwsza powieść historyczna El cautivo czyli Więzień. Jest to pierwsza część sagi Monroy.